# 初英山
初英山（意為「Ibuh 部落之山」），又名初音山，位於臺灣花蓮縣吉安鄉福興村與秀林鄉銅門村交界處，峰頂海拔903.9公尺，為福興村最高峰，也是台灣小百岳之一。該山峰地處吉安溪與花蓮溪支流木瓜溪的分水嶺上，一度被視為其西北方七腳川山（海拔2,312公尺）的一座山頭，至戰後始作為獨立的山峰看待，其名稱則源自此山南麓在日治時期的地名「初音」。山頂立有二等三角點1214號。峰頂芒草圍繞，展望不佳。